# Leonard Lake (mördare)
Leonard Thomas Lake, född 29 oktober 1945 i San Francisco, Kalifornien, död 6 juni 1985, var en amerikansk seriemördare som under 1980-talet våldtog, torterade och mördade 11 till 25 offer i en avlägsen stuga i Calaveras County, Kalifornien tillsammans med medbrottslingen Charles Ng (född 1960).
Kort efter att ha gripits i juni 1985 för olaga vapeninnehav, fordonsstöld och bedrägeri, svalde Lake cyanidpiller som han hade sytt in i sina kläder och dog fyra dagar senare. Mänskliga kvarlevor, videoband och tidskrifter som påträffades i och vid stugan bekräftade senare Lakes skuld. Bevisen användes för att 1999 döma Lakes medbrottsling Charles Ng för 11 mord.